# Мечниково (Альшеєвський район)
Ме́чниково (рос. Мечниково, башк. Мечниково) — село у складі Альшеєвського району Башкортостану, Росія. Входить до складу Нижньоаврюзовської сільської ради.
До 10 вересня 2007 року село називалось Совхоза «Шафраново».
Населення — 435 осіб (2010; 537 в 2002).
Національний склад:
- татари — 49 %